# Mazuryszki (Białoruś)
Mazuryszki – dawny zaścianek. Tereny, na których był położony, leżą obecnie na Białorusi, w obwodzie witebskim, w rejonie brasławskim, w sielsowiecie Mieżany.

## Historia
W czasach zaborów ówczesna wieś leżała w granicach Imperium Rosyjskiego.
W latach 1921–1939 zaścianek leżał w Polsce, w województwie nowogródzkim (od 1926 w województwie wileńskim) w powiecie brasławskim w gminie Dryświaty: na wschód od Bieluniszek, na południowy zachód od kolonii Sorokino i na północny zachód od wsi Gierczany.
Według Powszechnego Spisu Ludności z 1921 roku zamieszkiwało tu 38 osób, wszystkie były wyznania rzymskokatolickiego i zadeklarowały polską przynależność narodową. Było tu 5 budynków mieszkalnych. W 1931 w 7 domach zamieszkiwało 29 osób.
Miejscowość należała do parafii rzymskokatolickiej w Dryświatach. W 1933 podlegała pod Sąd Grodzki w Brasławiu i Okręgowy w Wilnie; właściwy urząd pocztowy mieścił się w Dryświatach.